# Furdenheim
Furdenheim (deutsch Fürdenheim) ist eine französische Gemeinde mit 1507 Einwohnern (Stand 1. Januar 2021) im Département Bas-Rhin in der Region Grand Est (bis 2015 Elsass). Am 1. Januar 2015 wechselte die Gemeinde vom Arrondissement Strasbourg-Campagne zum Arrondissement Saverne.

## Geografie
Furdenheim liegt an der D30 zwischen Quatzenheim im Nordosten und Ergersheim im Südwesten und an der D1004 zwischen Marlenheim im Westen und Handschuheim im Osten, 14 Kilometer nordwestlich von Straßburg im Ackerland, einem Teil der Region Kochersberg.

## Bevölkerungsentwicklung
| Jahr      | 1962 | 1968 | 1975 | 1982 | 1990 | 1999 | 2007 | 2012 | 2014 |
| Einwohner | 580  | 602  | 656  | 708  | 747  | 1006 | 1144 | 1278 | 1324 |

## Sehenswürdigkeiten

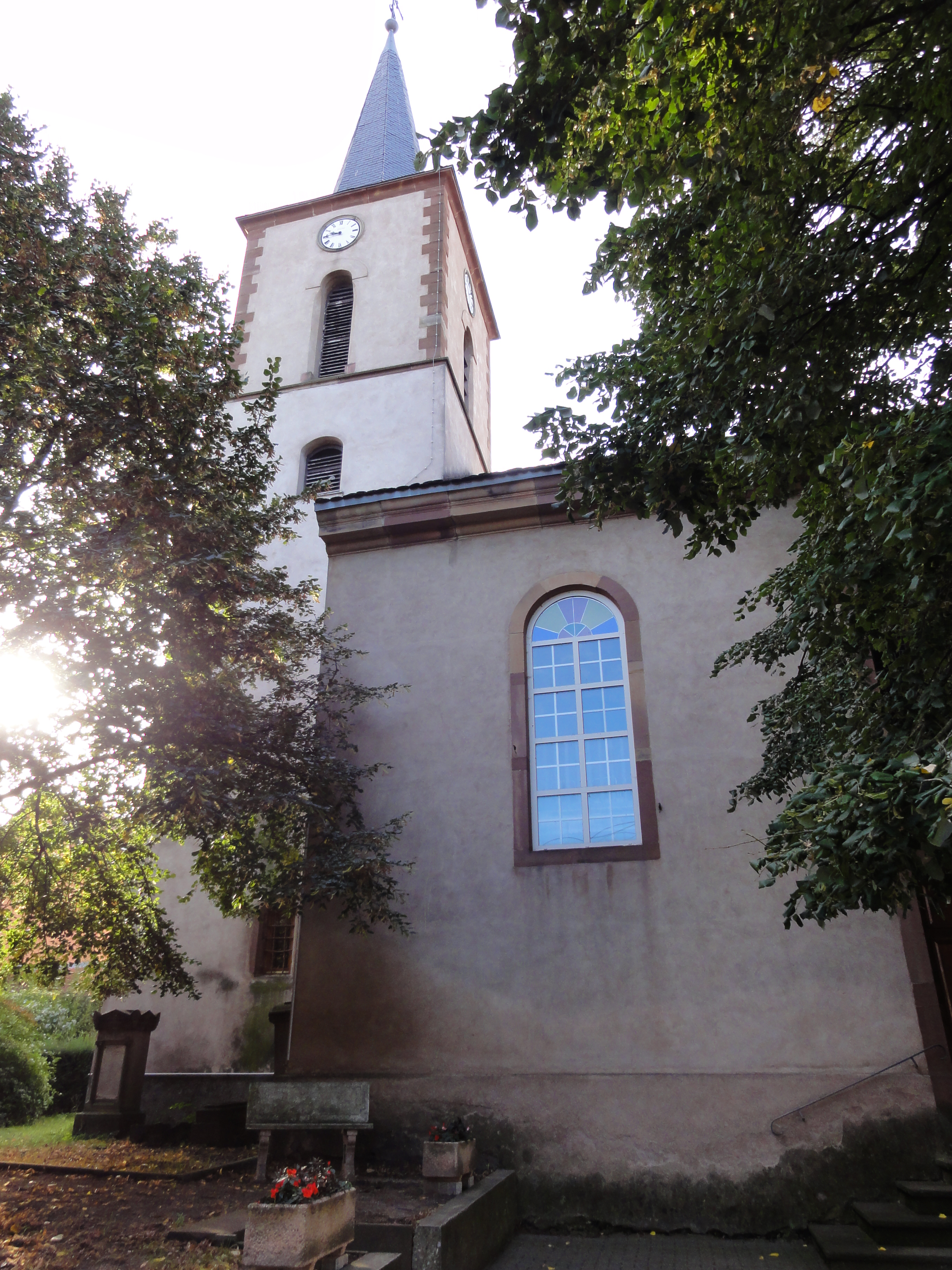
Protestantische Kirche Furdenheim

Der alte Friedhof an der protestantischen Kirche wurde 1860 geschlossen, im selben Jahr wurde das Land für den neuen Friedhof gekauft, dessen erste Grabstätten aus dem Jahr 1864 stammen. Die Mauer der Umfriedung wurde 1867 fertiggestellt. Die ursprüngliche Kirche von Furdenheim war im 13. Jahrhundert erbaut worden und dem Heiligen Nikolaus von Myra geweiht. Von dieser ursprünglichen Kirche existiert nur noch der Glockenturm mit dem Chor. Um 1575 wurde die Pfarrei protestantisch. Das Kirchenschiff wurde 1820 zerstört und 1822 wieder aufgebaut. Ein kleines Fenster aus dem 13. Jahrhundert wurde in ein Nachbarhaus eingebaut. Das Pastorat wurde während der Französischen Revolution (1789–1799) geschlossen und in eine Schule umgewandelt. Der Pfarrer wohnte währenddessen bei Privatpersonen. Das heutige Pastorat wurde 1912 erbaut.
1846 wurde eine neue Schule gebaut, die 1848 eingeweiht wurde, auch die Mairie (Bürgermeisterei) ist in dem Gebäude untergebracht.

## Wirtschaft
Wichtige Erwerbszweige der Furdenheimois sind Ackerbau, Weinbau, Obstbau und die Zucht von Hausschweinen und Hausrindern.